# Velliza
Velliza ist ein Ort und eine spanische Gemeinde (municipio) mit 121 Einwohnern (Stand: 2024) im Zentrum der Provinz Valladolid in der Autonomen Region Kastilien-León. Neben dem Hauptort Velliza gehört die Ortschaft Pobladura de Tiedra zur Gemeinde.

## Lage und Klima
Die ca. 790 m hoch gelegene Gemeinde Velliza liegt in der Iberischen Meseta knapp 20 km (Fahrtstrecke) westsüdwestlich von Valladolid. Das Klima im Winter ist kalt, im Sommer dagegen warm bis heiß; der spärliche Regen (ca. 466 mm/Jahr) fällt verteilt übers ganze Jahr.

## Bevölkerungsentwicklung
| Jahr      | 1970 | 1981 | 1991 | 2001 | 2011 | 2021 |
| Einwohner | 303  | 231  | 165  | 175  | 117  | 118  |

Der Bevölkerungsrückgang den 1950er Jahren ist im Wesentlichen auf die Mechanisierung der Landwirtschaft und die Aufgabe von bäuerlichen Kleinbetrieben zurückzuführen (Landflucht).

## Sehenswürdigkeiten

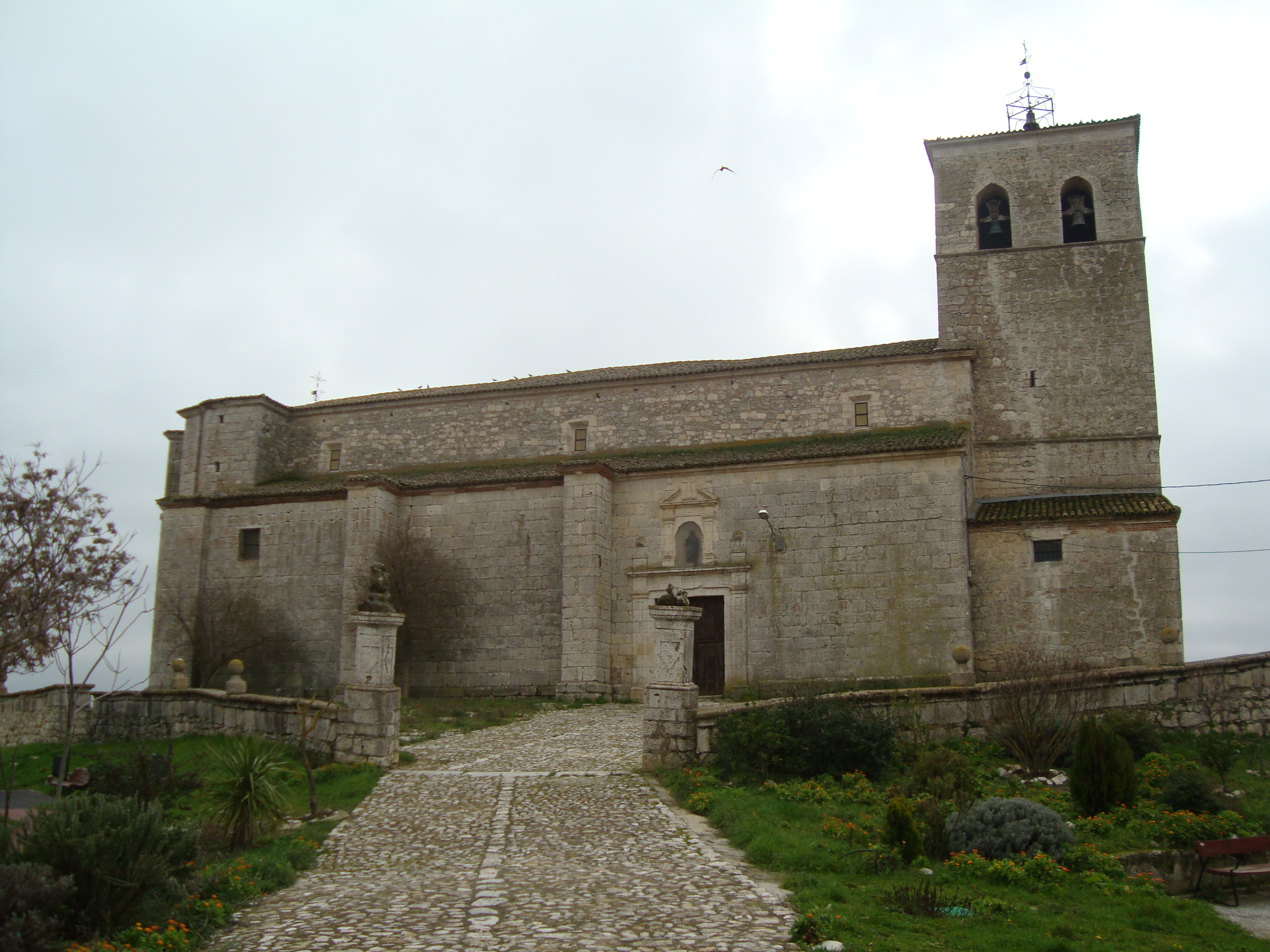
Milanuskirche
- Marienkapelle
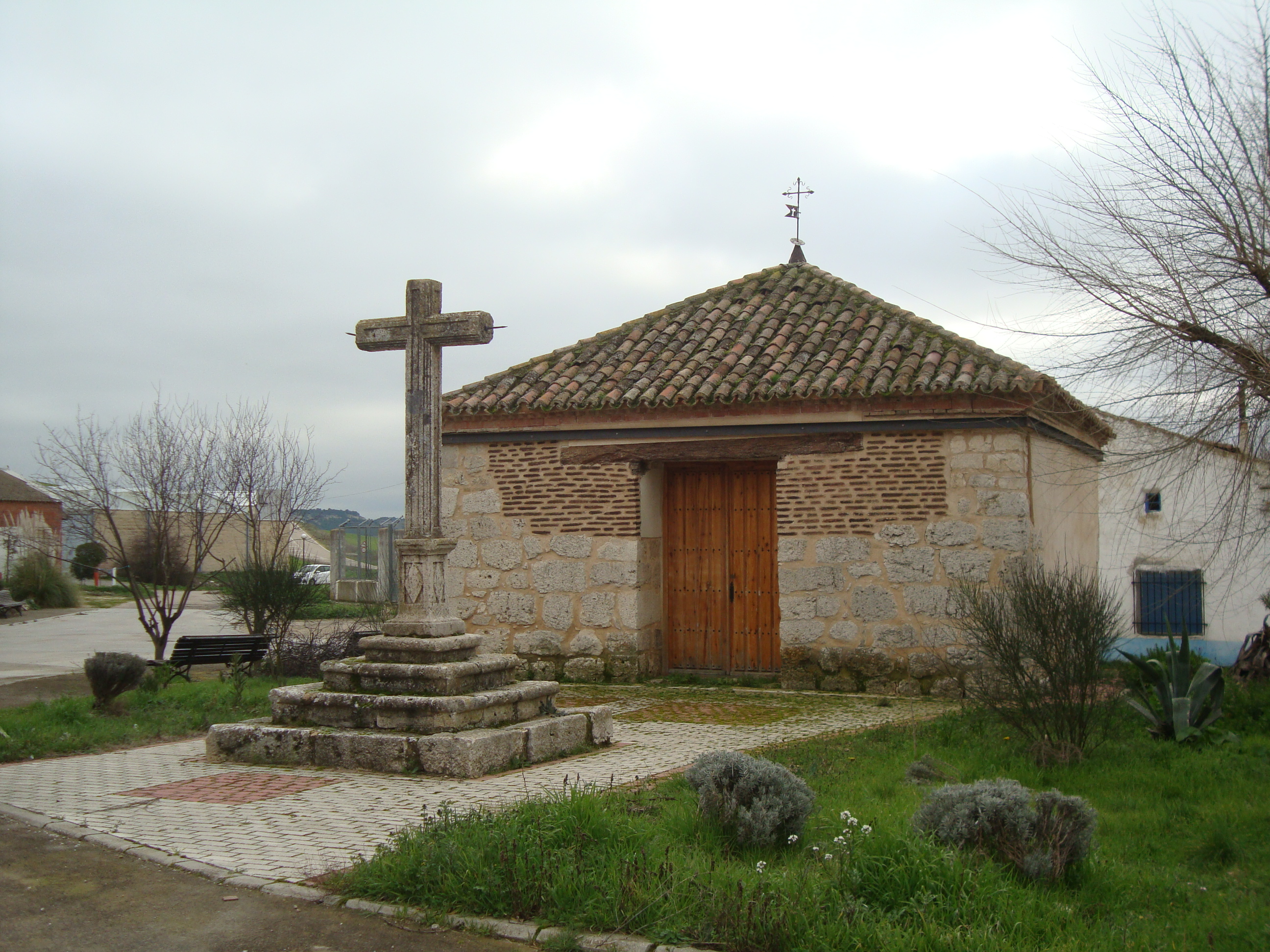
Christuskapelle
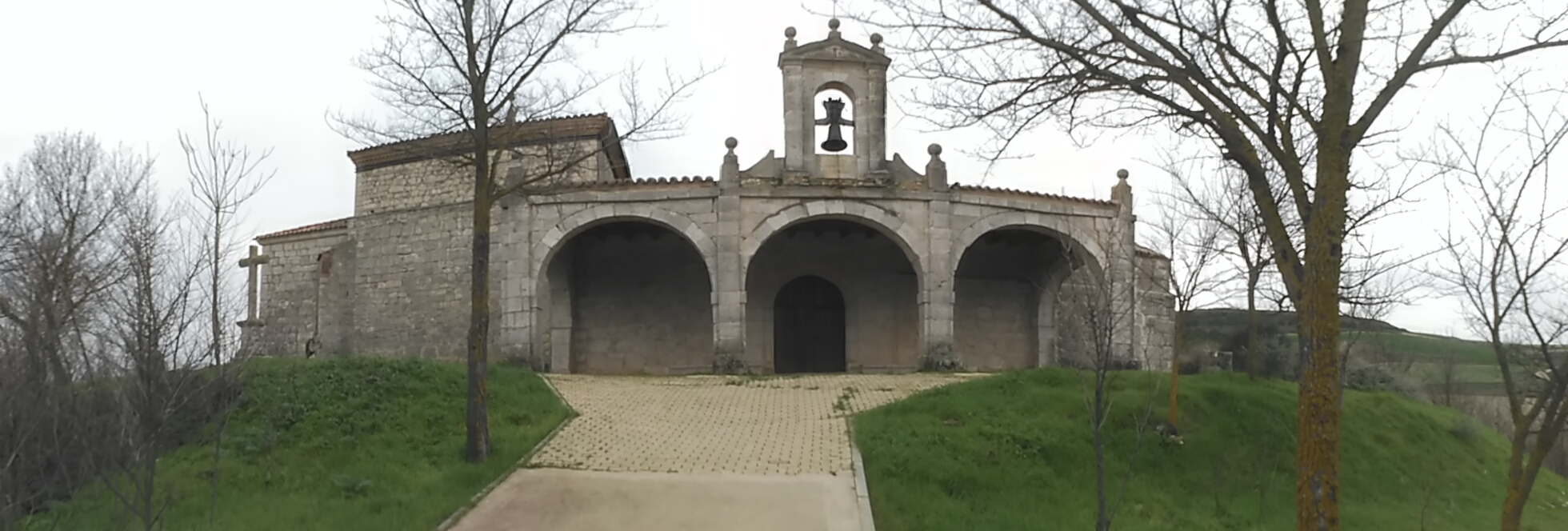
Marienkapelle
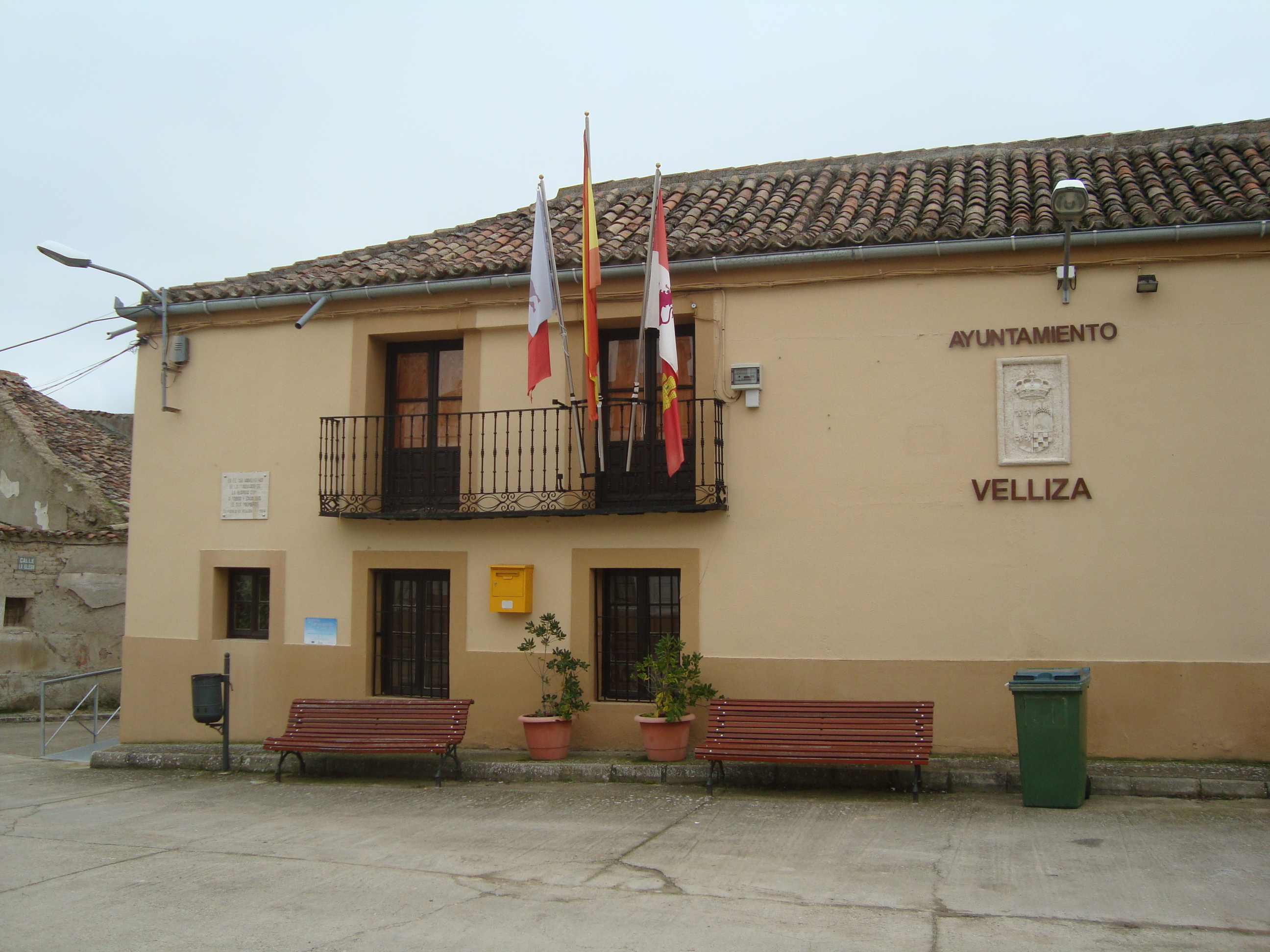
Rathaus

- Milanuskirche
- Christuskapelle
- Marienkapelle
- Rathaus